# SLC22A12
SLC22A12 (تسميته مختصر لـ Solute carrier family 22 والتي تعني أسرة ناقل المذاب 22، ناقل الأنيون/الكاتيون العضوي) ويسمى أيضا URAT1 هو بروتين موجود في الإنسان ومشفر بالجين SLC22A12.

## الوظيفة
البروتين المشفر بهذا الجين هو ناقل يورات ومبادل اليورات والأنيونات لتنظيم مستوى اليورات في الدم. هذا البروتين عبارة عن بروتين غشائي مدمج يوجد بشكل أساسي في الكلية. يوجد نوعين متغايرين من هذا الجين.

## الأهمية السريرية
يوجد العديد من تعدد أشكال النوكليوتيدات المفردة لهذا الجين والتي تؤثر في زيادة أو نقصان إعادة امتصاص حمض اليوريك في الكلية. هذا التأثير عن إعادة الامتصاص يساهم في فرط حمض يوريك الدم أو نقص حمض يوريك الدم.

## التفاعلات
ظهر أن SLC22A12 يتفاعل مع PDZK1.